# Billesley (Warwickshire)
Billesley est un village et une paroisse civile du Warwickshire, en Angleterre.